# Institut de formation en ergothérapie
En France, l'institut de formation en ergothérapie (IFE) forme les étudiants souhaitant être titulaires du diplôme d’État d'ergothérapeute.
Les instituts de formation en ergothérapie sont rattachés auprès du Ministère de la Santé, des agences régionales de santé, ou auprès des centres hospitaliers universitaires (CHU).